# Hippotion (Kentaur)

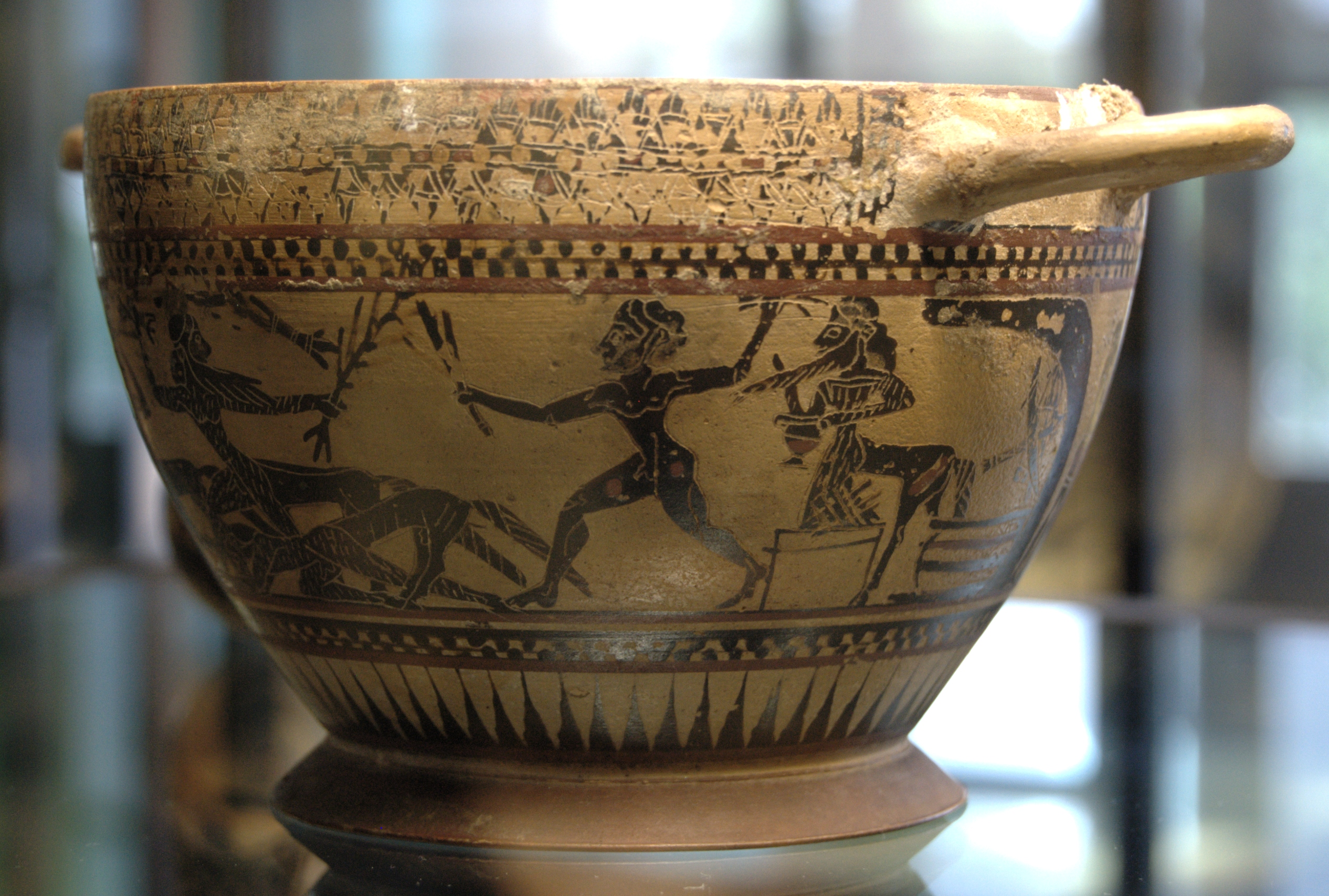
Skyphos um 580 v. Chr.: Der Angriff der Kentauren (links) bricht an Herakles (Mitte) zusammen, rechts der Kentaur Pholos.

Hippotion ist in der griechischen Mythologie ein Kentaur, der in einer Nebenhandlung der Heraklesüberlieferung auf seiner Jagd nach dem Erymanthischen Eber getötet wird. Einzige Quelle ist Diodor, Bibliothek, Buch 4, Kapitel 12.

## Name
Der Name kommt vom griechischen Ἱπποτίων, Hippotíōn, lateinisch und deutsch mit abweichender Betonung Hippótion. Der Name verweist auf die „Rossnatur“ der Kentauren, denn in ihm steckt ἵππος, híppos, das Pferd und davon abgeleitet das Adjektiv ἱππότης, hippótēs, der Rosselenker, Reiter, Ritter. Durch das Suffix ιον/ion zum Namen mutiert, nennt ihn Pape einen Ritterling, das ist ein „Mann von Ritterart“. Sein Name lässt ihn stark erscheinen, was ihm aber im Kampf gegen Herakles nichts nützen wird.

## Mythos
Der Mythos gehört zum elisch-arkadischen Sagenkreis der herakleischen Kentaurenkämpfe. Die Kentauromachie verzichtet auf seine Teilnahme.
Herakles kommt auf seiner Jagd in das Gebiet der Kentauren und wird von diesen angegriffen. Sie „gingen teils mit ganzen Fichtenstämmen, teils mit großen Felsenstücken auf ihn los ... allein er blieb unerschrocken ... die meisten tötete er und die übrigen zwang er zur Flucht.“ Die Getöteten werden von Diodor aufgezählt, darunter auch Hippotion, der ohne nähere Angaben ein Dutzendkentaur bleibt und sich nur durch den „ritterlichen“ Namen von der Masse abhebt. Er ist einer der vielen Gegner des Herakles, die nur aufgezählt werden, um dessen Ruhm noch weiter zu erhöhen. Zum mythologischen Hintergrund und zur Vorgeschichte dieser kleinen Kentaurenschlacht siehe den Artikel Pholos.

## Quelle
- Diodor: Bibliothek, Band 1, Buch 4, Kapitel 12, übersetzt von Julius Friedrich Wurm: Diodor’s von Sicilien historische Bibliothek, Erstes Bändchen, Verlag Metzler, Stuttgart 1827, 378–379, books.google.de.